# Bicryptella vera
Bicryptella vera är en stekelart som beskrevs av Henry Keith Townes, Jr. 1966. Bicryptella vera ingår i släktet Bicryptella och familjen brokparasitsteklar. Inga underarter finns listade.